# Municipio de Odessa (condado de Rice)
El municipio de Odessa (en inglés: Odessa Township) es un municipio ubicado en el condado de Rice en el estado estadounidense de Kansas. En el año 2010 tenía una población de 59 habitantes y una densidad poblacional de 0,63 personas por km².

## Geografía
El municipio de Odessa se encuentra ubicado en las coordenadas 38°29′56″N 97°59′1″O / 38.49889, -97.98361. Según la Oficina del Censo de los Estados Unidos, el municipio tiene una superficie total de 93.41 km², de la cual 93,33 km² corresponden a tierra firme y (0,09 %) 0,08 km² es agua.

## Demografía
Según el censo de 2010, había 59 personas residiendo en el municipio de Odessa. La densidad de población era de 0,63 hab./km². De los 59 habitantes, el municipio de Odessa estaba compuesto por el 100 % blancos. Del total de la población el 0 % eran hispanos o latinos de cualquier raza.